# 오아사정 (히로시마현)
오아사정(大朝町)은 히로시마현 북서부에 존재했던 정으로, 야마가타군에 속했다. 2005년 2월 1일 오아사정·게이호쿠정·도요히라정이 기타히로시마정으로 합병(신설합병), 폐지되었다.

## 역사
- 1889년 4월 1일 - 시정촌 시행으로 오아사촌이 성립하였다.
- 1926년 1월 1일 - 정으로 승격해 오아사정이 되었다.
- 1974년 4월 1일 - 야마가타군 지요다정 나카야마의 일부를 편입하였다.
- 2005년 2월 1일 - 게이호쿠정·지요다정·도요히라정과 대등합병해 현재의 정역에 해당하는 기타히로시마정이 성립함에 따라 폐지되었다.

## 교통

### 도로
- 하마다 자동차도(일본어판)
- 국도 제261호선 (일본)(일본어판)